# Vilma von Voggenhuber

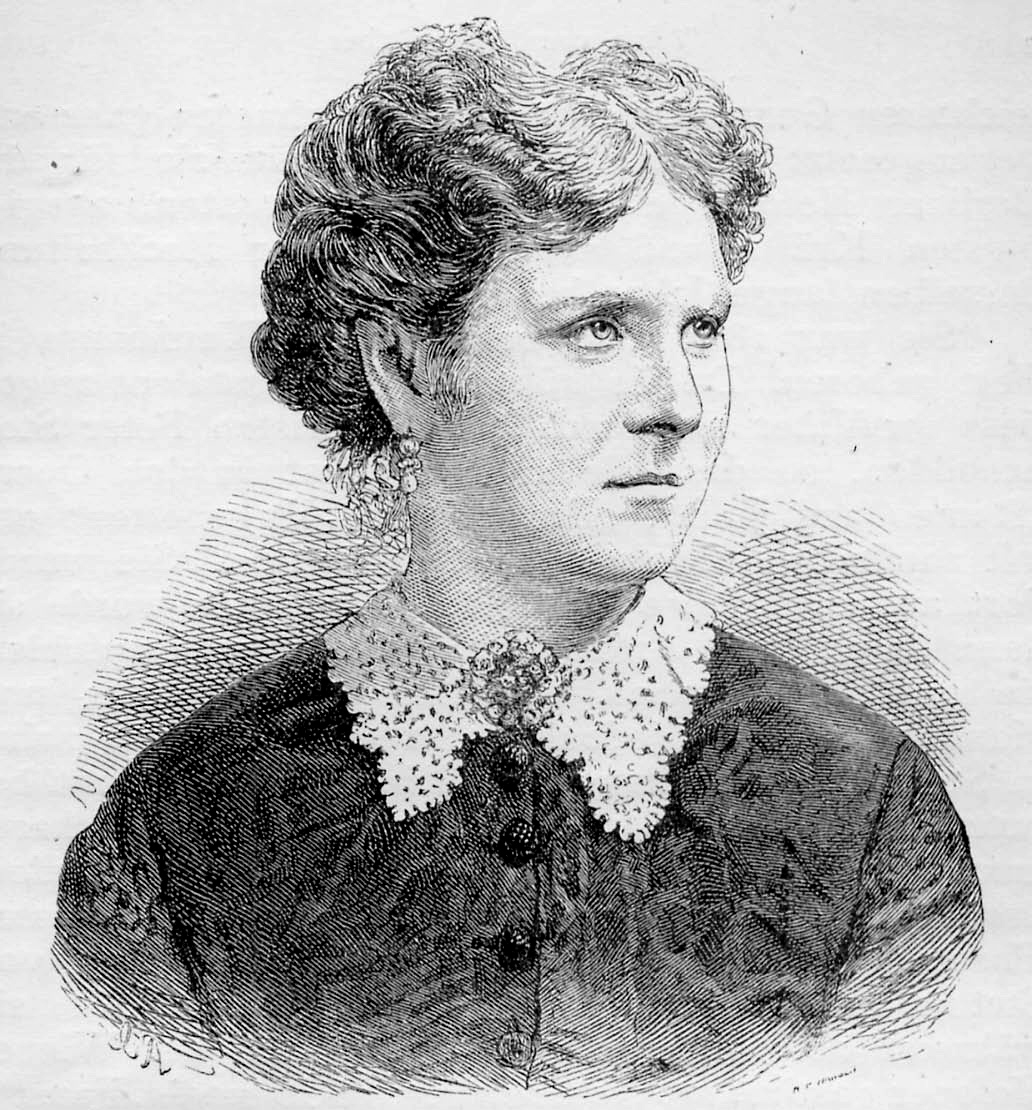
Vilma von Voggenhuber

Wilhelmina „Vilma“ von Voggenhuber, Künstlername Vilma Szivessi (* 17. Juli 1841 in Pest, heute zu Budapest gehörig; † 11. Januar 1888 in Berlin) war eine österreichisch-ungarische Bühnensängerin.

## Leben
Vilma von Voggenhuber war die Tochter des begüterten Kaufmanns Michael Voggenhuber und seiner Frau Therese geborene Herz. Sie zeigte schon in früher Jugend eine musikalische Begabung und erhielt seit 1858 Unterricht beim Tenor und Gesanglehrer Peter Stoll. Am Anfang ihrer Karriere trat sie 1860 als Mezzosopranistin am deutschen Theater in Pest auf. Bald darauf wurde sie auch am ungarischen Nationaltheater ihrer Vaterstadt engagiert, wo sie u. a. die Rolle der Acuzena in Verdis Oper Il trovatore verkörperte. Sie wechselte rasch zu Sopranrollen und spielte etwa die Agathe in Carl Maria von Webers romantischer Oper Der Freischütz  und die Leonore in Verdis Il trovatore. Ihr Vertrag am ungarischen Nationaltheater wurde 1861 um zwei weitere Jahre mit einem Jahresgehalt von 4000 Gulden verlängert.
Da sich Voggenhuber an ihrem Stammhaus in Pest zurückgesetzt fühlte, entschloss sie sich 1864 auf den Ratschlag der belgischen Opernsängerin Désirée Artôt de Padilla hin, ihre Deutschkenntnisse zu verbessern und sich als Gastsängerin nach Berlin zu wenden. Dort wurden ihre Leistungen zwar gewürdigt, aber dennoch erhielt sie kein fixes Engagement. Dies lag vor allem daran, dass sie die deutsche Sprache nur mangelhaft beherrschte.  Ähnlich erging es der jungen Sängerin, die Ferenc Kovacs von Hamva, einen verarmten ungarischen Adligen, geheiratet hatte, in Hannover und München. Mehr Erfolg hatte sie in Stettin, wo sie 1866/67 Ensemblemitglied war und sich bald beim Publikum großer Beliebtheit erfreute. Sie folgte dann einem Ruf nach Köln und nahm daraufhin ein Engagement in Aachen an. Anschließend gastierte sie als erste dramatische Sängerin am Haus in Bremen. 1868 gab sie an der Wiener Hofoper umjubelte Gastspiele. Zu ihren dortigen Rollen gehörten u. a. die Donna Anna in Mozarts Don Giovanni und die Leonore in Beethovens Oper Fidelio.
Aufgrund ihrer Erfolge in der Hauptstadt der Donaumonarchie wollte die Wiener Hofoper Voggenhuber sofort unter Vertrag nehmen.  Die Sängerin zog aber 1869 ein langfristiges Engagement an der königlichen Hofoper in Berlin vor, wohin sie durch den Herrn von Hülsen nach ihrer zweiten Wiener Gastrolle telegraphisch berufen wurde. In Berlin hatte sie zunächst keinen leichten Stand, konnte sich aber aufgrund ihrer Vielseitigkeit und Stimmgewalt neben den beliebten Opernsängerinnen Pauline Lucca und Mathilde Mallinger eine geachtete Stellung erringen. Bis zu ihrem Ableben blieb sie fast 20 Jahre an der Berliner Hofoper tätig.
Eine wichtige Rolle spielte Voggenhuber in Berlin vor allem bei Aufführungen von Werken Glucks und des italienischen Komponisten Gaspare Spontini. Mit verschiedenen weiblichen Operngestalten von Richard Wagner hatte sie sich bereits vertraut gemacht, und als 1876 in Berlin dessen Oper Tristan und Isolde erstmals aufgeführt wurde, fiel ihr die weibliche Hauptrolle der irischen Königstochter Isolde zu. Richard Wagner hörte sie bei den 1875 hierzu abgehaltenen Proben und fand die Sängerin herausragend. Deshalb machte er ihr im Dezember 1875 in einer Depesche den Vorschlag, dass sie bei den Bayreuther Festspielen des Sommers 1876 die Sieglinde in seiner Oper Die Walküre spielen solle. Zu ihrem Bedauern musste die Künstlerin dem Komponisten im Frühjahr 1876 absagen, da sie im Herbst ein Kind erwartete. 1876 wurde sie auch zur königlich-preußischen Kammersängerin ernannt. Im Oktober 1878 übernahm sie die Rolle der Hadwig bei der Uraufführung der Oper Ekkehard des deutsch-böhmischen Komponisten Johann Joseph Abert. Nach ihrer Scheidung 1870 hatte sie sich im folgenden Jahr in zweiter Ehe mit dem Bassisten Franz Krolop vermählt, mit dem sie sich häufig auf erfolgreiche Gastspiele begab, so 1882 nach Wien, um in Mozarts Le Nozze di Figaro aufzutreten. Publikumswirksam war auch ihre Verkörperung der Königin von Saba in der gleichnamigen Oper des österreichischen Komponisten Karl Goldmark und 1884 der Brünnhilde in Wagners Walküre.

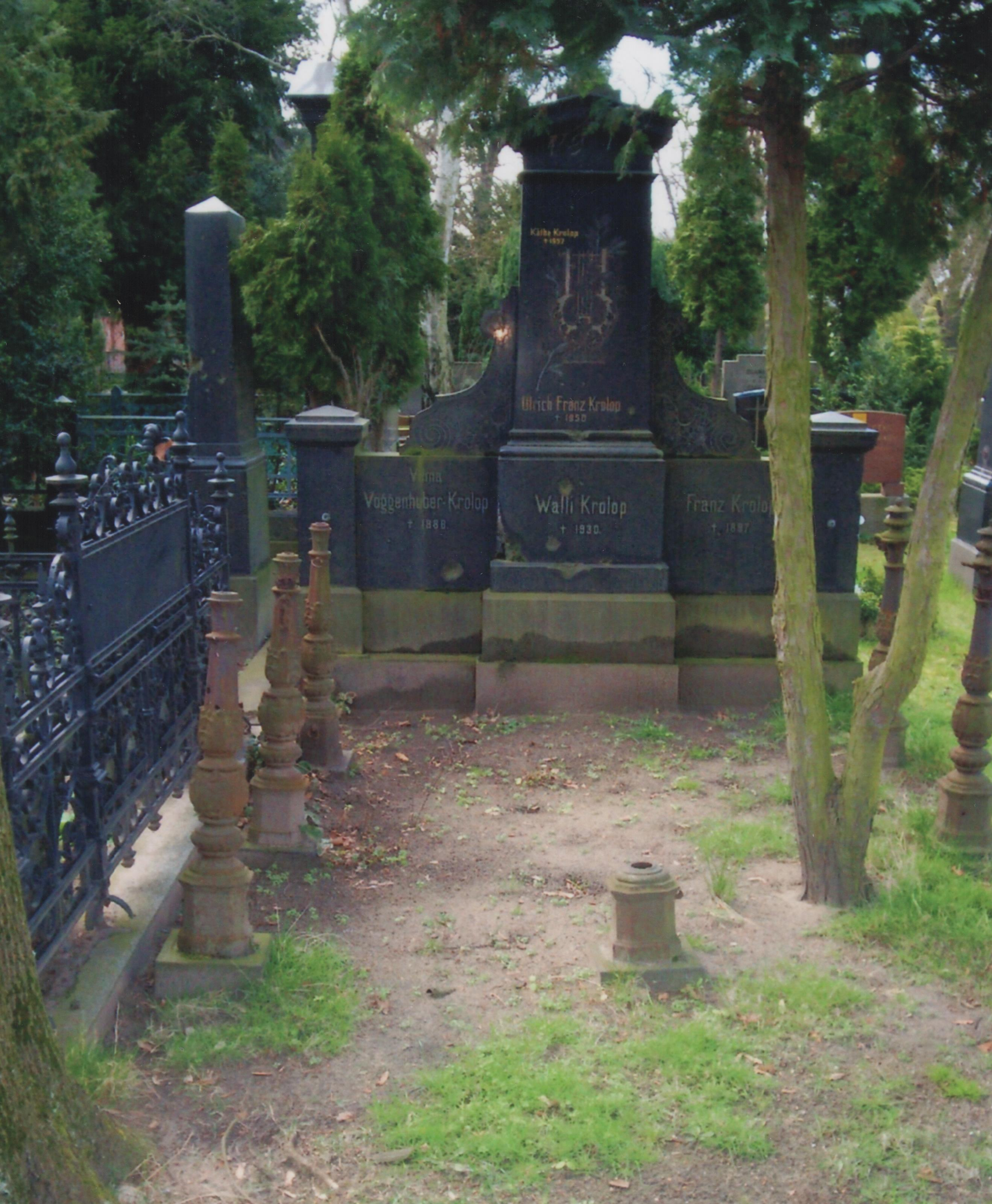
Familiengrabstätte Krolop

Bereits in den frühen 1880er Jahren begann Voggenhuber zu kränkeln, und ein schweres Leiden stellte sich 1885 ein, das sich auch auf die Intonation ihrer Stimme ungünstig auswirkte. Der Versuch, mit der Ortrud in Wagners Oper Lohengrin in ein neues Rollenfach überzugehen, verschaffte ihr einen letzten Erfolg. Aufgrund der fortschreitenden Krankheit musste die Sängerin 1887 ihre Bühnenkarriere aufgeben und starb im Januar 1888 in Berlin. Die Grabstätte der Familie Krolop befindet sich auf dem Berliner Friedhof I der Jerusalems- und Neuen Kirchengemeinde.